# Столбун, Виктор Давыдович
Ви́ктор Давы́дович Столбу́н (30 августа 1933 — 2003) — советский и российский лжеучёный,  деятель псевдомедицины, создатель организации, имевшей признаки деструктивной/тоталитарной секты.
С 1996 года в России введён запрет на пропаганду и использование для лечения, оздоровления, профилактики и реабилитации детей и подростков методик и практик Столбуна.

## Биография
Родился в интеллигентной семье нейрофизиолога Давида Евсеевича Столбуна, одного из зачинателей будущей космической медицины. Когда Виктору было 5 лет, его отец погиб во время испытаний стратостата. После своей гибели Столбун-старший в СССР заслуженно вошёл в пантеон героев, на месте падения стратостата в городе Сталино (совр. Донецк) его экипажу был установлен памятник. Всё это создавало его сыну определённый ореол в научных кругах. Однако, даже невзирая на это, окончить медицинский институт Виктор Столбун не смог, был исключён оттуда и в итоге получил диплом заочного отделения филологического факультета МПГИ по специальности «логика и психология». Тем не менее посмертно была издана (в непрофильном издательстве) монография Столбуна «Психология цисталгии», объясняющая психогенными причинами учащённое болезненное мочеиспускание.

## Создание психокульта и методов «лечения»
Окончив МПГИ, Столбун трудился в нескольких психиатрических больницах. В 1970-е годы Виктор Столбун заявил, что разработал оригинальную методику лечения алкоголизма, и основал свою собственную «клинику», деятельность которой со временем принимала всё более и более одиозный характер. Список болезней, которые «излечивал» Столбун, постоянно пополнялся и в итоге включал в себя рак, бронхиальную астму, алкоголизм, шизофрению и многое другое. Среди методов лечения, практиковавшихся Столбуном, были воздействия электрическим током, опрыскивание кожи ягодиц, пальцев ног и висков анестетиком хлорэтилом, унижения, порка, коллективные издевательства и групповые избиения. С женщинами, состоявшими в группе, Столбун регулярно вступал в половую связь, некоторые из них в результате родили внебрачных детей от «доктора». Другие оригинальные методики Столбуна включали в себя изнурительный физический труд и путешествия автостопом на дальние расстояния, с минимальным запасом денег и продуктов. Кроме взрослого, в клинике появилось и детское отделение, куда принимали даже самых маленьких детей, как было заявлено, для «формирования у них выдающихся способностей». Группа Столбуна действовала среди советской культурной и научной интеллигенции, преимущественно в крупных городах (Москва, Ленинград, Тверь, Душанбе и др.).
В 1990-е годы деятельность секты Столбуна поначалу становится более активной. В 1994 году Столбун в программе «Час Пик» дал большое интервью Владиславу Листьеву. Реклама его секты появлялась на первых полосах центральных газет. В начале 2000-х годов Радио «Свобода» создало серию материалов с критикой Столбуна, однако успеха эти действия не имели. Секта («коллектив», группа, «клиника») Столбуна постоянно меняла свою дислокацию, путешествуя по различным городам СССР, где базировалась в основном на частных квартирах.
Группа Столбуна именовала себя «коллектив», а её выживанию в антирелигиозном советском обществе способствовало полное и даже гипертрофированное принятие советской идеологии, включая ношение взрослыми членами значков с портретом Дзержинского и декларирование борьбы против «мирового сионизма» (несмотря на то, что евреем по происхождению был сам Столбун).

## Связь с Эдуардом Успенским
В 2020 году Российская государственная детская библиотека объявила о желании назвать премию по детской литературе именем недавно скончавшегося детского писателя Эдуарда Успенского. Против этого решительно выступила с открытым письмом дочь писателя, Татьяна Успенская. Её поддержал детский писатель Валентин Постников, сын автора книг о Карандаше и Самоделкине Юрия Постникова, с детства хорошо знакомый с семьёй Успенских.
Заявления Татьяны Успенской и Валентина Постникова сводились к следующему: Эдуард Успенский не был «добрым и нравственным человеком», являлся алкоголиком, активно использовал в семье домашнее насилие и много лет состоял в близких отношениях с Виктором Столбуном, у которого лечился от алкоголизма и которому какое-то время отчислял 10 % всех своих доходов. Свою дочь Татьяну он отдал в секту Столбуна, где она подвергалась жестокому обращению.
Заявление Успенской вызвало общественный резонанс и привело к широкому обсуждению секты Столбуна в российских средствах массовой информации.

## Личная жизнь
- Жена (гражданская) — психиатр Стрельцова Валентина Павловна[6][13]
- Дочери — Юлия и Екатерина. О тяжёлом воздействии, оказанном на Екатерину Столбун взглядами и педагогическими методами отца, рассказал внук Столбуна Мартин Даничев[14].

## Критика

### Запрет методик и практик в России
В 1996 году министром здравоохранения и медицинской промышленности России А. Д. Царегородцевым был введён запрет на методы и практики Столбуна: 
Руководителям органов здравоохранения субъектов Российской Федерации, руководителям учреждений здравоохранения федерального подчинения, включая научно-исследовательские, лечебно-профилактические и образовательные, не допускать пропаганды и использования в целях оздоровления, профилактики, лечения и реабилитации детей и подростков: […] методов и средств, используемых Виктором Столбуном в качестве воздействия на психическое и физическое здоровье детей.

### Мемуары Анны Чедия Сандермоен
В 2020 году, незадолго до заявления Татьяны Успенской, в Швейцарии вышли мемуары эмигрантки из России, владелицы книжного издательства Sandermoen Publishing Анны Сандермоен «Секта в доме моей бабушки», посвящённые шести годам пребывания мемуаристки в секте Столбуна в 1980-е годы. Согласно мемуарам, бабушка Анны Чедия Сандермоен, учёный-палеонтолог Дина Чедия, устроила в своей квартире в Душанбе общежитие для членов секты Столбуна. Впечатления Анны Сандермоен о Столбуне и его секте в целом совпадают с впечатлениями Татьяны Успенской.